# Роггентин (Росток)
Роггентин (нем. Roggentin) — община в Германии, в земле Мекленбург-Передняя Померания.
Входит в состав района Бад-Доберан. Подчиняется управлению Карбек. Население составляет 2705 человек (на 31 декабря 2010 года). Занимает площадь 9,58 км².